# Kaleidoscope Heart
Kaleidoscope Heart là album phòng thu thứ ba và là album thứ hai theo hãng đĩa lớn của nữ ca sĩ kiêm sáng tác nhạc người Mỹ Sara Bareilles. Album được phát hành rộng rãi vào ngày 7 tháng 9 năm 2010. Cô thực hiện album này sau một thời gian ngừng sáng tác, tiếp sau album đạt thành công vang dội vào năm 2007 của cô, Litte Voice.
Album này nhận được những phản hồi tích cực từ phía chuyên môn và là một thành công về mặt thương mại, khi đạt ngôi đầu bảng Billboard 200 với 90,000 bản được tiêu thụ ngay trong tuần lễ đầu tiên. Đĩa đơn "King of Anything" trích từ album này là đĩa đơn đạt đến top 40 tại Hoa Kỳ thứ hai của cô sau "Love Song", được chứng nhận đĩa Bạch kim bởi RIAA và được đề cử giải Grammy cho hạng mục "Trình diễn giọng pop nữ xuất sắc nhất" tại mùa giải lần thứ 53.

## Bối cảnh thực hiện
Bareilles khẳng định trên trang mạng chính thức của mình về ý định đằng sau tựa đề của album này, "Tôi chọn tựa đề cho bản thu âm này nhiều tháng trước, lúc tôi còn chưa sáng tác hết các bài hát. Tôi yêu thích tính tượng hình mà những cụm từ này tạo nên, và chúng thật sự biểu trưng được cách mà tôi nhìn nhận trái tim mình. Nó tuy rực rỡ nhưng lại vỡ vụn, là sự hợp lại từ những lần bấp bênh cùng những mảnh vỡ. Kính vạn hoa là một công cụ giúp một đống bừa bộn lại thành ra có ý nghĩa. Hoặc là đơn giản chỉ là để chúng trông đẹp hơn mà thôi."
Cô cũng khẳng định việc trải qua "thời kì tạm ngưng sáng tác" sau album Little Voice trước đây; dù vậy, từ khi viết bài hát "Uncharted", cô vạch được ý định cho toàn thể bản thu âm này. Tựa đề cho album này, "Kaleidoscope Heart" được Bareilles chọn từ một phần lời nhạc trong đoạn bắc cầu của bài "Uncharted".

## Quảng bá
Vào ngày 12 tháng 5 (tại Canada) và ngày 14 tháng 5 (tại Hoa Kỳ), trong tập cuối mùa 4 của "Brothers & Sisters", một bài hát mới từ Bareilles được chơi trong một cảnh của chương trình. Trang mạng chính thức của đài ABC đính chính tựa đề bài hát là "Uncharted". Vào ngày 1 tháng 6, danh sách bài hát và ngày phát hành của album này được tiết lộ.
3 đĩa đơn quảng bá và toàn bộ album được có mặt trước khi phát hành. Vào ngày 23 tháng 8 năm 2010, bài hát "Hold My Heart" được phát trực tuyến độc quyền trên trang mạng của Whole Foods. Vào ngày 25 tháng 8 năm 2010, bài hát "Uncharted" được phát hành độc quyền trên trang mạng của Tạp chí Entertainment Weekly. Vào ngày 27 tháng 8 năm 2010, bài hát "Gonna Get Over You" được phát hành độc quyền trên trang mạng của Barnes & Noble. Vào tháng 31 tháng 8 năm 2010, cả album được phát hành trên trang mạng của iHeartRadio.
Cô trình bày "King of Anything" trên The Tonight Show with Jay Leno cũng như trên  Regis & Kelly và The Today Show vào ngày 7 tháng 9 năm 2010. Vào ngày 21 tháng 9 năm 2010, Bareilles trình diễn trên The Late Late Show with Craig Ferguson.

## Các đĩa đơn
- "King of Anything" được chọn để phát hành dưới dạng đĩa đơn đầu tiên trên các đài phát thanh tại Hoa Kỳ vào ngày 10 tháng 5 năm 2010, và trên các cửa hàng vào tháng 6 năm 2010.[6] Bài hát đạt đến vị trí thứ 32 trên Billboard 100, trở thành bài hát nằm trong top 40 thứ hai của cô, sau "Love Song". Đến nay, bài hát được chứng nhận đĩa Bạch kim bởi RIAA và được đề cử giải Grammy cho hạng mục "Trình diễn giọng pop nữ xuất sắc nhất" tại mùa giải lần thứ 53.
- Đĩa đơn thứ hai trích từ album là "Uncharted", được phát hành trên các trạm phát thanh tại Hoa Kỳ vào tháng 1. 2011. Bài hát đạt đến vị trí thứ 13 trên Billboard Adult Pop Songs và vị trí thứ 16 trên Bubbling Under Hot 100.
- Đĩa đơn cuối cùng từ album, "Gonna Get Over You" được phát hành cùng một video âm nhạc được Jonah Hill đạo diễn. Bài hát được gửi đến các trạm phát thanh Hot AC vào ngày 19 tháng 9 năm 2011.[7] Bài hát đã mở đầu tại vị trí thứ 39 và đã đạt đến vị trí thứ 35.

## Tiếp nhận

### Đánh giá chuyên môn
| Đánh giá chuyên môn  | Đánh giá chuyên môn |
| Nguồn đánh giá       | Nguồn đánh giá      |
| Nguồn                | Đánh giá            |
| -------------------- | ------------------- |
| AllMusic             | [ 8 ]               |
| Daily News           | [ 9 ]               |
| Entertainment Weekly | (B-)                |
| Los Angeles Times    | [ 11 ]              |
| New York Times       | (tích cực)          |
| PopMatters           | (4/10)              |
| Rolling Stone        | [ 14 ]              |
| Sputnikmusic         | [ 15 ]              |
| The Washington Post  | (tích cực)          |

Kaleidoscope Heart nhận được những phản hồi tương đối nồng hậu từ giới chuyên môn, khi đạt 67% phản hồi tích cực trên trang tổng hợp Metacritic, đồng nghĩa với mức đánh giá tích cực. Stephen Thomas Erlewine từ AllMusic phong tặng album này 4/5 sao và khẳng định một cách tích cực: "những giai điệu của nó có thể được tin đã xuất hiện trên các bảng xếp hạng AC bất kì thời điểm nào từ năm 1971 đến 2010". Jon Pareles từ The New York Times cho rằng chất giọng của Bareilles "có đôi nét giống với chất giọng trời phú của Sarah McLachlan". Ann Powers từ Los Angeles Times cho rằng "phần hợp xướng được thực hiện khá tốt" và album này nhắc nhở chúng ta rằng "mỗi lần cất cao giọng hát là mỗi lần ta có thể giải thoát cho chính mình". Mikael Wood từ Entertainment Weekly cũng cho đánh giá tích cực, khi cho rằng "Trong Kaleidoscope Heart, khi đang trong một bài tĩnh lặng như Breathe Again, tất cả những khao khát chứa đựng trong đó khiến bạn có thể cảm thấy như mình vừa được đến sống cả đời tại Lilith Fair". Will Hermes từ Rolling Stone cho album này 2.5/5 sao với một bài đánh giá trái chiều, khi cho rằng "Bareilles xoay chuyển giữa hai nữ nhạc công piano Alicia Keys và Regina Spektor, mà không đạt được tới cao trào của bất kì ai". Thêm một bài đánh giá mâu thuẫn khác từ Enio Chiola của PopMatters, khi cho rằng "Cho dù Kaleidoscope Heart có ý định chứng tỏ sức mạnh bấy lâu của Bareilles, nhưng nó chỉ có thể xác nhận những hoài nghi rằng trong nhiều năm tới, cô sẽ được ghi nhớ như là Michelle Branch, hay Tracy Bonham, khi họ vẫn hoạt động trong lĩnh vực âm nhạc, nhưng không còn được chào đón nồng nhiệt như trước đây.".

### Diễn biến về mặt thương mại
Trên bảng xếp hạng Billboard 200, Bareilles có được album đạt ngôi đầu bảng đầu tiên trong sự nghiệp khi Kaleidoscope Heart đạt được thành tích trên với 90,000 bản được tiêu thụ ngay trong tuần đầu phát hành, theo ghi nhận của Nielsen SoundScan. Tính đến tháng 7 năm 2013, album đã tẩu tán hơn 441,000 bản, chỉ tính riêng tại Hoa Kỳ.

## Danh sách bài hát
Tất cả các ca khúc được viết bởi Bareilles, ngoại trừ nơi đã được ghi chú.
| STT              | Nhan đề                                      | Thời lượng |
| ---------------- | -------------------------------------------- | ---------- |
| 1.               | "Kaleidoscope Heart"                         | 1:02       |
| 2.               | "Uncharted"                                  | 3:35       |
| 3.               | "Gonna Get Over You" (Bareilles, Sam Farrar) | 4:16       |
| 4.               | "Hold My Heart"                              | 4:33       |
| 5.               | "King of Anything"                           | 3:27       |
| 6.               | "Say You're Sorry"                           | 3:41       |
| 7.               | "The Light"                                  | 4:23       |
| 8.               | "Basket Case"                                | 4:12       |
| 9.               | "Let the Rain"                               | 3:40       |
| 10.              | "Machine Gun"                                | 4:08       |
| 11.              | "Not Alone"                                  | 3:42       |
| 12.              | "Breathe Again"                              | 4:58       |
| 13.              | "Bluebird"                                   | 4:04       |
| Tổng thời lượng: | Tổng thời lượng:                             | 49:36      |

| Các bài hát bổ sung cho phiên bản đặt mua của iTunes | Các bài hát bổ sung cho phiên bản đặt mua của iTunes | Các bài hát bổ sung cho phiên bản đặt mua của iTunes | Các bài hát bổ sung cho phiên bản đặt mua của iTunes |
| STT                                                  | Nhan đề                                              | Sáng tác                                             | Thời lượng                                           |
| ---------------------------------------------------- | ---------------------------------------------------- | ---------------------------------------------------- | ---------------------------------------------------- |
| 14.                                                  | "Carolina"                                           | Bareilles, Josh Day, Javier Dunn, Daniel Rhine       | 3:38                                                 |

| Các bản đính kèm tại Anh Quốc và Nhật Bản | Các bản đính kèm tại Anh Quốc và Nhật Bản     | Các bản đính kèm tại Anh Quốc và Nhật Bản | Các bản đính kèm tại Anh Quốc và Nhật Bản |
| STT                                       | Nhan đề                                       | Sáng tác                                  | Thời lượng                                |
| ----------------------------------------- | --------------------------------------------- | ----------------------------------------- | ----------------------------------------- |
| 14.                                       | "Carolina"                                    | Bareilles, Day, Dunn, Rhine               | 3:38                                      |
| 15.                                       | "Love Song" (thu trực tiếp tại Ocean Studios) |                                           | 4:28                                      |

| Kaleidoscope EP (cũng được phát hành dưới dạng các bài hát đính kèm trong phiên bản độc quyền của Target) | Kaleidoscope EP (cũng được phát hành dưới dạng các bài hát đính kèm trong phiên bản độc quyền của Target) | Kaleidoscope EP (cũng được phát hành dưới dạng các bài hát đính kèm trong phiên bản độc quyền của Target) | Kaleidoscope EP (cũng được phát hành dưới dạng các bài hát đính kèm trong phiên bản độc quyền của Target) |
| STT | Nhan đề                                                                                                   | Sáng tác                                                                                                  | Thời lượng                                                                                                |
| --- | --- | --- | --- |
| 1. | "Gonna Get Over You" (bản thu thử)                                                                        | Bareilles, Farrar                                                                                         | 3:43 |
| 2. | "Send Me the Moon"                                                                                        | | 4:58 |
| 3. | "King of Anything" (phiên bản bộ dây)                                                                     | | 3:37 |
| Tổng thời lượng:                                                                                          | Tổng thời lượng:                                                                                          | Tổng thời lượng:                                                                                          | 12:16 |

## Những người thực hiện

### Các nhạc côngMusicians
- Sara Bareilles – dương cầm, guitar mộc, tổng hợp, harmonica, hát chính
- Neal Avron – Organ, bộ dây, tổng hợp
- Charlie Bisharat – vĩ cầm
- Matt Chamberlain – trống, bộ gõ
- Andrew Duckles – viola
- Chuck Findley – trumpet
- Matt Funes – viola
- Paula Hochhalter – cello
- Victor Indrizzo – trống, bộ gõ
- Natalie Leggett – vĩ cầm
- David Levita – guitar mộc và guitar điện
- Justin Meldal-Johnsen – bass guitar
- Blake Mills – guitar mộc và guitar điện
- Alyssa Park – vĩ cầm
- Tom Scott – saxophone
- David Stone – double bass
- Josefina Vergara – vĩ cầm

### Sản xuất
- Sản xuất, hòa âm – Neal Avron
- Kỹ sư – Neal Avron, Erich Talaba
- Trợ lý kỹ sư – Graham Hope, Chris Owens
- Chủ nhiệm – Ted Jensen
- Trợ lý hòa âm – Nicolas Fournier
- Chủ nhiệm bộ dây – Neal Avron, Suzie Katayama
- Lên chương trình – Neal Avron, Tommy Walter
- Pro-Tools – Erich Talaba
- Thiết kế, nhiếp ảnh – Heidi Ross
- A&R – Mike Flynn

## Các bảng xếp hạng
| Các bảng xếp hạng (2010)           | Thứ hạng cao nhất |
| ---------------------------------- | ----------------- |
| U.S. Billboard 200                 | 1                 |
| U.S. Billboard Digital Albums      | 1                 |
| \|U.S. Billboard Tastemaker Albums | 10                |
| Canadian Albums Chart              | 13                |
| UK Albums Chart                    | 138               |
| Swiss Albums Chart                 | 97                |

### Các bảng xếp hạng cuối năm
| Các bảng xếp hạng (2010) | Thứ hạng |
| ------------------------ | -------- |
| US Billboard 200         | 175      |